# Episodi di Roma (prima stagione)
La prima stagione della serie televisiva Roma (Rome) è stata trasmessa in prima visione negli Stati Uniti sul canale via cavo HBO dal 28 agosto al 28 novembre 2005.
In Italia è andata in onda in prima visione su Rai 2 dal 17 marzo al 28 aprile 2006, in versione censurata. In versione integrale è stata trasmessa in prima visione da Rai 4 dal 7 settembre al 12 ottobre 2009.
| nº | Titolo originale                          | Titolo italiano                        | Prima TV USA      | Prima TV Italia |
| -- | ----------------------------------------- | -------------------------------------- | ----------------- | --------------- |
| 1  | The Stolen Eagle                          | L'aquila rubata                        | 28 agosto 2005    | 17 marzo 2006   |
| 2  | How Titus Pullo Brought Down the Republic | Come Tito Pullo rovesciò la Repubblica | 4 settembre 2005  | 17 marzo 2006   |
| 3  | An Owl in a Thornbush                     | Un gufo nei rovi                       | 11 settembre 2005 | 24 marzo 2006   |
| 4  | Stealing from Saturn                      | Rubare a Saturno                       | 18 settembre 2005 | 24 marzo 2006   |
| 5  | The Ram Has Touched the Wall              | L'ariete ha toccato le mura            | 25 settembre 2005 | 31 marzo 2006   |
| 6  | Egeria                                    | Egeria                                 | 2 ottobre 2005    | 31 marzo 2006   |
| 7  | Pharsalus                                 | Farsalo                                | 9 ottobre 2005    | 7 aprile 2006   |
| 8  | Caesarion                                 | Cesarione                              | 16 ottobre 2005   | 7 aprile 2006   |
| 9  | Utica                                     | Utica                                  | 30 ottobre 2005   | 21 aprile 2006  |
| 10 | Triumph                                   | Trionfo                                | 6 novembre 2005   | 21 aprile 2006  |
| 11 | The Spoils                                | I resti                                | 13 novembre 2005  | 28 aprile 2006  |
| 12 | Kalends of February                       | Calende di febbraio                    | 28 novembre 2005  | 28 aprile 2006  |

## L'aquila rubata
- Titolo originale: The Stolen Eagle
- Diretto da: Michael Apted
- Scritto da: Bruno Heller

### Trama
52 a.C. Dopo sette anni di guerra, con la vittoria nella battaglia di Alesia, Gaio Giulio Cesare ottiene la resa di Vercingetorige, capo dei Galli. Durante uno degli ultimi scontri, il legionario della Legio XIII Gemina, Tito Pullo, nell'esaltazione del combattimento, colpisce il centurione Lucio Voreno, il quale tentava di riportarlo nei ranghi. Tito Pullo per questo viene pubblicamente frustato, rinchiuso, e impedendogli di partecipare al saccheggio della città conquistata, di fatto privandolo di parte del bottino.
Viene però liberato e salvato dalla condanna a morte dallo stesso Lucio Voreno, incaricato da Marco Antonio di recuperare l'aquila d'oro, lo stendardo personale di Cesare, rubata da predoni barbari. Voreno ha scelto proprio lui come compagno di questa missione, perché la considera destinata al fallimento, per cui preferisce coinvolgere un soldato già in disgrazia, in fondo non una gran perdita per la legione. Marco Giunio Bruto, figlio dell'amante di Cesare, Servilia, in visita all'accampamento, incontra un Cesare apparentemente demoralizzato a causa dell'insubordinazione delle proprie legioni.
Intanto a Roma, il crescente successo di Cesare mette in agitazione la fazione aristocratica degli ottimati, fazione che teme la restaurazione della monarchia e la conseguente perdita dei propri privilegi. Gli aristocratici tentano di spezzare l'alleanza fra Cesare e Gneo Pompeo Magno, che a sua volta è sempre più insofferente per i successi dell'amico-rivale. L'equilibrio inizia a rompersi con la morte per parto di Giulia, moglie di Pompeo e figlia di Cesare. Durante una festa, l'ubriaco Bruto rivela a Pompeo la debolezza di Cesare, celata nel suo trionfo.
L'ambiziosa Azia, nipote di Cesare, per ingraziarsi l'illustre parente invia il figlio adolescente Gaio Ottavio in Gallia con un dono per l'imperatore: un maestoso cavallo bianco. Azia riceve dallo stesso Cesare l'incarico di scegliere una nuova moglie da proporre a Pompeo, per cui non esita a costringere la propria giovane figlia Ottavia a divorziare dall'amato marito Glabio, per rendersi disponibile a questo strumentale matrimonio a carattere politico.
Durante il viaggio verso la Gallia, Ottavio viene catturato dagli stessi banditi responsabili del furto dell'aquila d'oro, ma viene tratto in salvo in modo piuttosto fortunoso proprio da Voreno e Pullo. Tra i banditi è presente anche uno schiavo di Pompeo, probabilmente responsabile di aver fomentato lo scontento tra le legioni. Come lo scaltro Ottavio intuisce, il furto dell'aquila era esattamente ciò di cui Cesare aveva bisogno: apparire debole agli occhi di Pompeo in modo da spingerlo per primo all'attacco.
Quando Pompeo scopre che Cesare è a conoscenza del suo coinvolgimento nel furto dell'aquila d'oro, sancisce la rottura dell'alleanza, scegliendo di sposare la giovane vedova Cornelia Metella, offertagli dagli aristocratici, invece di Ottavia che, insieme alla madre, medita vendetta.
- Guest star: Manfredi Aliquò (Castore), Lydia Biondi (Merula), John Boswell (Magistrato della curia), Allan Caister-Pearce (sacerdote), Giovanni Calcagno (Vercingetorige), Fabio Carfora (Sesto), Alessio Di Cesare (Rubio), Lydia Leonard (Giulia), Russell Mabey (uomo crocifisso), Steven Matthew (prigioniero), Ian McNeice (annunciatore), Bob Mercer (commerciante di schiavi), Gerard Monaco (Lyco), Matt Patresi (Durio), Anna Patrick (Cornelia), Roberto Purvis (Glabio), Bart Ruspoli (Tribuno), Ted Rusoff (Strabone), Alan Stocks (Andros).

## Come Tito Pullo rovesciò la Repubblica
- Titolo originale: How Titus Pullo Brought Down the Republic
- Diretto da: Michael Apted
- Scritto da: Bruno Heller

### Trama
Cesare, giunto a Ravenna con la XIII, riesce a comprare la nomina di Marco Antonio a Tribuno della plebe e lo invia a Roma con una piccola scorta per poter ottenere l'investitura. Con lui vi sono anche Pullo e Voreno, incaricati di riportare a casa Ottaviano.
A Roma, Marco Antonio viene accolto trionfalmente dalla popolazione, ma, mentre si ritira con Pompeo, Cicerone e Catone per discutere sull'attuale situazione politica, Pullo e Voreno riportano Ottavio da Azia che intanto ha scoperto che sia Ottavia che Glabio continuano a incontrarsi di nascosto.
Dopo un breve pranzo i due soldati se ne vanno ognuno per conto proprio; mentre Pullo si dà al piacere sfrenato, tra bordelli e bische clandestine, Voreno torna finalmente a casa. Ma il suo ritorno è turbato dal fatto di vedere sua moglie Niobe con in braccio un neonato. Voreno inizialmente si infuria, accusandola di tradimento, ma Niobe risponde che il bambino non è suo figlio ma suo nipote, Lucio, figlio di Vorena, la più grande delle loro figlie. Gli anni trascorsi al fronte a combattere e la lunga lontananza, hanno reso il centurione, dato per morto dall'ufficio del catasto militare, un uomo freddo e dispotico, incapace di ritrovare serenità e tranquillità.
Intanto in Senato, Marco Antonio, ormai Tribuno della plebe, per porre fine alla crisi politica, detta le condizioni di Cesare: l'immunità per sé e per i suoi uomini e una provincia da governare, in caso contrario promette di marciare su Roma. Pompeo e Catone vanno su tutte le furie e rispediscono al mittente ogni trattativa; a questo punto, Pompeo, inizia a meditare un piano per mettere il suo ex-alleato alle corde, senza bisogno di ricorrere alla guerra.
Il piano di Pompeo è di far approvare al Senato, dall'ala degli ottimati, una mozione che annullerà il mandato di Cesare, costringendolo così a sciogliere le sue legioni e a tornare a Roma per subire un processo per tradimento. La legge potrebbe essere posta sotto veto da Marco Antonio, ma questi farà al generale di essere rimasto senza alleati e di non avere altra scelta che arrendersi. Per far sì che la proposta sia efficace, però, è necessario che goda dell'approvazione anche dell'ala moderata capeggiata da Cicerone, che tuttavia si dimostra dubbioso circa la sua onestà e la sua reale efficacia.
Intanto, Pullo è finito nelle grinfie di un gruppo di giocatori disonesti e, appena si accorge dei dadi truccati, scatena una rissa, uccidendo uno degli avversari, ma venendo gravemente ferito alla testa. Rifugiatosi a casa di Voreno, che intanto ha dato, seppure con disappunto, il suo appoggio al matrimonio tra la figlia e il padre del bambino, un mandriano di nome Critone, riceve le cure di un medico; poco dopo, il centurione, origlia un discorso tra l'amico e Niobe, che si lamenta della mancanza di affetto e calore da quando Voreno è tornato dalla Gallia.
Nello stesso giorno, in Senato, si tiene l'assemblea in cui viene proposta la mozione contro Cesare, ma non appena Cicerone, seppur riluttante, accetta di appoggiarla assieme a tutto il suo partito, la discussione degenera in una rissa furibonda e la seduta viene sospesa, prima che Marco Antonio possa porre il veto. Grazie ad un cavillo legale, Cicerone, fa sì che Antonio possa comunque porre il proprio veto durante la seduta del giorno successivo poiché, se essa dovesse passare, Cesare non avrebbe altra scelta che attuare i suoi propositi e marciare su Roma. Il mattino successivo, Antonio, accompagnato dalla scorta, attraversa la piazza del Senato tra due ali di pompeiani, convocati apposta per ostentare superiorità e metterli in soggezione; tra questi c'è anche l'amico dell'uomo che Pullo aveva ucciso durante la rissa nella taverna e questi, riconosciuto il legionario, tenta di aggredirlo ma viene ucciso. La cosa, però, viene interpretata come un attentato ai danni del tribuno per impedirgli di porre il veto, e, a causa degli animi già roventi, la morte di un pompeiano scatena una vera e propria guerriglia.
Marco Antonio è così costretto ad abbandonare la città, e a quel punto la mozione viene approvata. Cesare, comprendendo di non avere più nulla da perdere, alla guida delle sue armate, attraversa il Rubicone per marciare su Roma.
- Guest star: Manfredi Aliquò (Castore), Frank Baker (Medico), Lydia Biondi (Merula), John Boswell (Magistrato della curia), Leslie Csuth (Milo), Matt Patresi (Durio), Alessio Di Cesare (Rubio), Alessandro Inchiappa (corriere), Maura Orefici (sacerdotessa), Sean Madden (Otho), Ian McNeice (annunciatore), Francesco Pini (commerciante di schiavi), Sergio Di Pinto (Stilicio), Alessandro Prete (Tarquinio), Anna Fausta Primiano (Vorena), Roberto Purvis (Glabio), Bart Ruspoli (Tribuno), Jonathan Readwin (Crito), Ted Rusoff (Strabone), Ilaria Stivali (contadina), Sebastiano Vinci (uomo dagli occhi violenti).

## Un gufo nei rovi
- Titolo originale: An Owl in a Thornbush
- Diretto da: Michael Apted
- Scritto da: Bruno Heller

### Trama
Non appena si diffonde la notizia che Cesare ha attraversato il Rubicone, Roma piomba nel caos e nella paura, per quella che, ormai è chiaro, si appresta a diventare una nuova guerra civile. Tuttavia, Pompeo e i suoi uomini ignorano il problema, certi del fatto che, con una sola legione a sua disposizione, Cesare non sarà mai in grado di minacciare seriamente la città.
Niobe, intanto, riceve in casa sua una breve visita di suo cognato Evandro; appare evidente che il piccolo Lucio è, in realtà, frutto di una relazione adultera di Niobe, avuta mentre il marito era impegnato in Gallia. Intanto, Voreno e Pullo, alla testa di una piccola avanguardia, giungono a 30 miglia da Roma e le varie legioni che incontrano, composte da ragazzini inesperti, fuggono alla loro vista, senza neanche provare a combattere.
A questo punto Pompeo, resosi conto che, non solo il suo avversario godeva di un vantaggio negli spostamenti grazie ai pochi uomini dei quali disponeva, ma anche e soprattutto che al momento non disponeva di truppe sufficienti per difendere efficacemente Roma, matura una decisione drastica ma inevitabile: abbandonare la città per dirigersi a sud, nell'attesa che le legioni orientali, sotto il suo comando, siano radunate e pronte a combattere. Catone e gli altri inorridiscono al pensiero di dover abbandonare la città, ma sono costretti ad accettare il fatto compiuto; così, e in poco tempo, la città si svuota della maggior parte dei suoi abitanti. Prima di partire, Pompeo incarica Durio, un suo uomo di fiducia, di recuperare quanto più oro possibile dal pubblico erario per pagare i suoi uomini e impedire a Cesare di impossessarvisi. Ma, subito dopo aver caricato il carro, i legionari incaricati della scorta lo uccidono, portandosi via il carro con l'oro.
Tra coloro che decidono di rispondere alla chiamata di Pompeo c'è anche Bruto, che, nonostante la sua amicizia con Cesare decide di voltargli le spalle accusandolo di aver tradito la Repubblica; sua madre Servilia, invece, da otto anni in attesa del ritorno di Cesare, sceglie di restare. Nel mentre, la sua amica-rivale Azia viene a sapere che Ottavia e Glabio continuano ad incontrarsi, per cui dà ordine a Timone, un ebreo che vende cavalli e che le fa da sicario, di uccidere il ragazzo.
Poco tempo dopo Voreno e Pullo, ancora alla testa dell'avanguardia, si imbattono nei legionari disertori che trasportano il carro d'oro e che, durante la strada, hanno anche rapito una giovane schiava, Irene, dalla quale Pullo rimane subito molto affascinato. Arrivato a Roma, Voreno, disgustato dalla sua condotta, si congeda e torna da Niobe, così Pullo torna indietro alla ricerca della ragazza del carro, di cui scoprirà il contenuto. Poco dopo, Cesare entra a Roma.
- Guest star: Manfredi Aliquò (Castore), Lydia Biondi (Merula), Eliza Darby (figlia di Pompeo), Andrew Greenough (Appio), Matt Patresi (Durio), Anna Patrick (Cornelia), Roberto Purvis (Glabio), Ian McNeice (annunciatore), Stun Rosen (Numa), Alexandra Stordy (Iolanthe), Michele Pettini (figlio di Pompeo), Antonio Ragusa (Legionario), Carla Cagnetti (serva), Vittorio Amandola (Procolo).

## Rubare a Saturno
- Titolo originale: Stealing from Saturn
- Diretto da: Michael Apted
- Scritto da: Bruno Heller

### Trama
Pompeo e i suoi sostenitori si rifugiano a Brindisi, dove intendono riorganizzare un esercito allo scopo di respingere le truppe di Cesare. Venuto a conoscenza che il carro con l'oro dell'erario, trafugato per poter sostenere le spese di guerra, è stato dirottato, manda suo figlio Quinto a capo di un pugno di mercenari in cerca dei responsabili.
Nel frattempo Cesare è giunto in città, così Azia prepara un banchetto in suo onore. All'evento partecipano le famiglie rimaste a Roma a sostegno di Cesare. L'atmosfera è tesa, in quanto Ottavia, rimasta vedova di Glabio, sospetta che l'assassinio sia stato commissionato dalla madre. Oltretutto si ritrovano allo stesso tavolo Cesare con la moglie e l'amante Servilia dei Giunii.
Durante la cena, Cesare offre una grande somma di denaro ad un Augure, il sacerdote con il compito di interpretare la volontà degli dèi, allo scopo di pronunciarsi a suo favore nella funzione che a breve sarebbe seguita.
Intanto Lucio Voreno, desideroso di chiudere la carriera di centurione, prepara un banchetto per inaugurare la sua nuova attività di commerciante di schiavi. Nel corso della festa fa conoscenza di Evandro Pulchio, amante di Niobe nonché suo cognato, in quanto sposato con Lydia, sorella minore di sua moglie. Al termine della festa, Quinto s'intrufola in casa di Lucio pensando che abbia nascosto l'oro dell'erario trafugato, ma, grazie all'intervento di Tito Pullo, viene sventata quella che poteva diventare una tragedia. Tito, il reale occultatore del bottino, sotto consiglio di Lucio, consegna il denaro di Quinto a Cesare, che lo ricompensa generosamente.
Cesare risparmia il figlio di Pompeo, proponendo una tregua, e offrendo ai suoi rivali di tornare a Roma, con la promessa che, se non tenteranno una rivolta, non sarà fatto loro alcun male e non verranno espropriati dei loro beni.
Lucio Voreno viene richiamato al cospetto di Marco Antonio, che gli offre una generosa ricompensa, a condizione che non lasci l'esercito.
Verso la fine della cena organizzata da Azia, Ottaviano e uno schiavo di Cesare, soccorrono il generale affetto da un attacco di convulsioni. Viene richiesto a Ottaviano di tenere segreto lo stato di salute di Cesare per evitare che la sua malattia sia vista dall'esercito come una maledizione del dio Apollo, con il rischio di essere abbandonato dai propri soldati.
La puntata termina con la celebrazione da parte degli Auguri a favore del generale Giulio Cesare, durante una pubblica funzione.
- Guest star: Manfredi Aliquò (Castore), Lydia Biondi (Merula), Francesca Romana Coluzzi (Demetra), Kevin Dignam (Lictore), Roger Hammond (capo degli auguri), Richard Katz (Volpe), Paola Lavini (Fillide), Barbara Marten (Divinatrice), Maggie McCarthy (Drusilla), Ian McNeice (annunciatore), Anna Fausta Primiano (Vorena), Antonio Ragusa (sacerdote di Giove), Steve Ramsden (Legionario anziano), Paolo Risi (Cato il nano).

## L'ariete ha toccato le mura
- Titolo originale: The Ram Has Touched the Wall
- Diretto da: Allen Coulter
- Scritto da: Bruno Heller

### Trama
Pompeo, dopo lunghe discussioni con i suoi compagni, accetta una tregua, secondo le condizioni dettategli da Cesare. Nel frattempo, a Roma, Lucio Voreno decide di vendere gli schiavi acquistati, quale dote matrimoniale della figlia. Ma, una volta giunto dal mercante di schiavi, scopre che una malattia ha decimato il suo "investimento", lasciando superstite un solo bambino. Tornato a casa, incontra Tito Pullo in preda ai postumi di una sbornia, il quale non ricorda dove ha lasciato Irene, la ragazza trovata legata al carro dell'erario trafugato. Insieme i due perlustrano Roma in cerca della ragazza, ritrovandola schiava di un oste. Tito la reclama come di sua proprietà, e, quando è quasi pronto ad arrivare alle mani pur di aggiudicarsela, Lucio la riscatta come schiava. L'assegna alla moglie come serva fino a quando Tito non riuscirà ad acquistarla.
Intanto, nel foro, Cesare e Marco Antonio discutono spesso tra loro perché quest'ultimo è desideroso di marciare contro Pompeo e i suoi uomini, mentre Giulio Cesare, più moderato, sarebbe disposto ad un accordo. Cesare passa spesso del tempo in compagnia di Servilia, a tal punto che nella città si rumoreggia dell'adulterio del generale. Quando la moglie Calpurnia, viene a conoscenza di epigrafi che raffigurano suo marito avere rapporti sessuali con un'amante, scopre che l'intera città la deride alle spalle, per cui lo minaccia di divorziare, se lui non rompe qualsiasi legame con Servilia.
Azia si rende conto che Ottaviano, suo figlio più giovane, è più avezzo allo studio che alla spada, per cui decide di assumere Tito Pullo per educarlo nel combattimento. Tra i due si instaura un buon rapporto, a tal punto che Tito si confida con il ragazzo. L'uomo è preoccupato perché sospetta che Niobe tradisca il marito con Evandro, e, sotto consiglio del giovane, i due vanno in cerca di qualche indizio. I due pedinano Evandro, e, dopo averlo spinto con le spalle al muro, lo torturano in cerca della verità. Prima di morire, l'uomo confessa di avere avuto una relazione con la cognata, rivelando di essere il vero padre di Lucio.
Nel frattempo, Lucio Voreno è ancora intenzionato a intraprendere l'attività di commerciante, per cui organizza un incontro con un imprenditore incontrato alla festa del giorno prima in suo onore, nel momento in cui aveva lasciato l'esercito. Lucio chiede al commerciante dove potesse trovare degli usurai che lo potessero finanziare per il suo commercio. L'uomo, rifiutandosi di gettarlo in pasto agli usurai, gli offre un lavoro come guardia del corpo. Ben presto, però, scopre che a lui non serve un uomo che lo protegga, ma che faccia il lavoro sporco, per riscuotere il denaro dai suoi debitori. Lucio, rendendosi conto che avrebbe dovuto anche uccidere, rinuncia al lavoro.
Però ha bisogno di denaro per poter garantire alla figlia un buon avvenire, per cui decide di accettare la proposta di Marco Antonio arruolandosi nuovamente nell'esercito, diventando un veterano.
Cesare, prima di partire verso Brindisi, lascia Servilia, che, accecata dalla gelosia, maledice lui e la sua famiglia. Cesare marcia verso sud ma, giunto a Brindisi, scopre che Pompeo è fuggito in Grecia.
- Guest star: Manfredi Aliquò (Castore), John Bennett (Sacerdote anziano), Lydia Biondi (Merula), Alessio Di Cesare (Rubio), Sean Madden (Otho), Ian McNeice (annunciatore), Eddie Osei (proprietario della bottega africano), Anna Fausta Primiano (Vorena), Massimo Pupella (legionario che fischia), Parvez Qadir (Tanjit).

## Egeria
- Titolo originale: Egeria
- Diretto da: Alan Poul
- Scritto da: John Milius e Bruno Heller

### Trama
Sono passati ormai due mesi dalla morte di Evandro. Sia la moglie che Niobe non hanno idea di cosa gli sia capitato.
Marco Antonio è rimasto a Roma su ordine di Cesare, che rincorre Pompeo in Grecia, e si è stabilito nella villa di Pompeo. Svolge i suoi doveri istituzionali di tribuno della plebe ascoltando le richieste del popolo. Un giorno alla villa si presenta Publio Servilio, il senatore più anziano rimasto in città, con Poppea, sua moglie. Antonio stringe un accordo con Servilio, offrendogli la carica di console, a patto che l'anno successivo venga eletto come console anche Cesare, e che venga varata una legge per la quale almeno 1/3 delle persone libere lavorino nei campi.
Lucio Voreno, tornato nell'esercito, racconta all'amico Tito Pullo di avere problemi d'intimità con la moglie. Tito Pullo, non riuscendo a rimanere indifferente ai problemi dell'amico, va a casa sua e informa Niobe e la sorella di aver chiesto informazioni riguardo Evandro e che gli è giunta voce che sia stato ucciso.
Nel frattempo, in Senato, grazie anche alle numerose assenze dei non simpatizzanti di Cesare, la legge proposta da Servilio viene approvata con facilità.
A Roma giungono notizie che Cesare non è riuscito a trovare Pompeo, il quale nel frattempo ha radunato le sue truppe, e, nel timore di venire assaltato dai pompeiani, chiede a Marco Antonio di venire in suo soccorso. Pompeo invia un messaggero a Marco Antonio offrendogli una provincia a condizione che lo appoggi tradendo Cesare.
Marco Antonio, intanto, viene invitato a casa di Azia, e, dopo una buona cena e molte attenzioni, scopre il motivo della sua generosità: Azia, venuta a conoscenza dei problemi di Cesare, propone a Marco di abbandonare il generale al suo destino, lasciando che venga sconfitto da Pompeo; gli suggerisce inoltre di sposarla, cosicché, tornato Pompeo, possano assieme governare una provincia. Marco Antonio, però, declina la proposta e raduna l'esercito, per soccorrere Cesare in Grecia.
- Guest star: Manfredi Aliquò (Castore), Norma Atallah (Mercante), Lynda Baron (Madame), Francesca Berrettini (Cynthia), Lydia Biondi (Merula), John Boswell (Magistrato della curia), Simon Callow (Publio Servilio), Alessio Di Cesare (Rubio), Francesca Fowler (Egeria), Georgie Glen (Poppea), Ian McNeice (annunciatore), Anna Fausta Primiano (Vorena), Paolo Risi (Cato il nano), Stan Rosen (Numa), Andrew Scarborough (Milo).

## Farsalo
- Titolo originale: Pharsalus
- Diretto da: Tim Van Patten
- Scritto da: David Frankel

### Trama
Una tempesta colpisce le navi romane che, a fatica, raggiungono Cesare, in quanto gran parte della flotta viene distrutta. Grazie a tale disgrazia, Pompeo e i suoi seguaci sono convinti di avere la vittoria in pugno e tramano su come infliggergli il colpo di grazia.
Intanto a Roma, Azia, temendo che con la morte di Cesare possa rimanere senza protezione, ricopre Servilia di regali. Servilia sta al gioco, pur essendo consapevole che è colpa sua se Calpurnia sia venuta a conoscenza dei tradimenti del marito Cesare. Usa come mandante la figlia che, fin da piccola, era in buoni rapporti con la donna. Così facendo Ottavia riesce a ottenere i favori di Servilia, che le offre alcuni uomini in protezione.
Cesare, nel frattempo, seppur in minoranza numerica, grazie alle sue tattiche e al suo carisma sul campo di battaglia, contro ogni pronostico, sconfigge i pompeiani.
Lucio e Tito si ritrovano naufraghi su un'isola deserta. Grazie alle conoscenze di Lucio, i due creano una zattera con i cadaveri dei compagni defunti, grazie alla quale lasciano l'isola. Naufragati nuovamente, vengono soccorsi da Pompeo, che, ormai senza esercito, cerca di raggiungere l'Egitto con la famiglia.
Sparpagliato l'esercito, Bruto e Cicerone depongono le armi, arrendendosi a Cesare. Nonostante il loro precedente voltafaccia, Cesare li accoglie come vecchi amici, offrendogli vitto e alloggio.
Lucio e Tito, riprese le forze, catturano Pompeo con la sua famiglia, pronti a scortarli da Cesare. Ma l'indomani lasciano Pompeo Magno, l'ultimo rappresentante della repubblica, e si dirigono verso Cesare.
Voreno confessa a Cesare di aver risparmiato Pompeo, permettendogli la fuga verso l'Egitto, ma Cesare, seppur adirato, gli risparmia la vita. Pompeo raggiunge l'Africa dove viene assassinato e decapitato da un vecchio compagno d'armi, Lucio Settimio.
- Guest star: Eliza Darby (figlia di Pompeo), Daren Elliott Holmes (Fulvio), David Kennedy (Lucio Settimio), Ian McNeice (annunciatore), Vincenzo Nicoli (Lisandro), Anna Patrick (Cornelia), Michele Pettini (figlio di Pompeo), Francesco Sensi (legionario), Steve Swinscoe (ufficiale), Franco Troscia (schiavo).

## Cesarione
- Titolo originale: Caesarion
- Diretto da: Steve Shill
- Scritto da: William J. MacDonald

### Trama
Cesare raggiunge finalmente l'Egitto dove incontra Tolomeo, il giovane faraone Egiziano. Questi, pensando di ingraziarsi il favore di Cesare, gli offre la testa di Pompeo.
Inaspettatamente Cesare si dimostra adirato per l'assassinio del rivale e, in quanto assassino di un console romano, inizia a sistemare la situazione Egiziana. Il piano di Cesare è di intervenire prima che scoppi una rivoluzione civile, perché la guerra interromperebbe ogni commercio con Roma, lasciandola priva di grano. Con la scusa di riscuotere un vecchio prestito fatto alla regione, Cesare si impegna a mediare la disputa tra Tolomeo e la principessa Cleopatra.
A Lucio e Tito viene dato l'incarico di trovare la principessa, in fuga per evitare di essere uccisa dagli uomini di Tolomeo, suo fratello e sposo. Lucio e Tito la traggono in salvo appena in tempo da un gruppo di mercenari incaricati da Tolomeo di assassinarla.
Cesare, individuato l'assassino di Pompeo, lo fa giustiziare e rimanda Marco Antonio a Roma con metà del suo esercito.
Cleopatra, dopo il rifiuto di Lucio, si unisce con Tito. Condotta al cospetto di Cesare, riprende il suo posto al fianco di Tolomeo. Cesare ordina di trucidare Potino e Achilla, mentre Tolomeo muore annegato.
Riesce, in breve tempo, a sedurre il generale romano, diventandone l'amante. Dall'unione nascerà Tolomeo Cesare, detto Cesarione.
- Guest star: Shaka Bunsie (Hutto), Scott Chisholm (Tolomeo XIII), Enoch Frost (soldato nubiano), Tony Guilfoyle (Potino), Kathryn Hunter (Charmian), David Kennedy (Lucio Settimio), David de Keyser (Theodotus), Lyndsey Marshal (Cleopatra), Grant Masters (Achilla), Ian McNeice (annunciatore), Axel Shumacher (sentinella).

## Utica
- Titolo originale: Utica
- Diretto da: Jeremy Podeswa
- Scritto da: Alexandra Cunningham

### Trama
Catone e Scipione, sopravvissuti alla battaglia di Tapso, hanno in programma di raggiungere Utica. Dopo aver consumato un'abbondante cena, Catone si trafigge il ventre con una spada. Scipione organizza un funerale onorevole, cremando la salma, e infine si fa tagliare la gola da Acquinate.
Lucio e Tito tornano a Roma e ritrovano Niobe e Irene. Niobe ha fatto buoni investimenti con la paga del marito, dando inizio ad un commercio di carni. Nello stesso tempo Ottavio torna dall'Accademia di Milano.
La famiglia Giulia si ritrova a cena, durante la quale Cesare affida la carica di pontefice a Ottavio. La sua idea è di rimettere in sesto la repubblica, qualora il Senato se ne mostrasse degno.
Lucio Voreno lascia la carriera militare e lavora al mercato come macellaio. Un giorno assiste a un linciaggio di un uomo, al quale richiedevano di saldare un debito. Lucio s'intromette fermando l'esecuzione; così facendo però si crea un nemico pericoloso: Erastes Fulmen, l'uomo che anni prima lo ingaggiò come guardia del corpo.
Servilia ha iniziato ormai da anni una relazione con Ottavia, e parlando con lei viene a sapere che Cesare soffre di una misteriosa malattia. Ancora piena di rancore per l'offesa subita dal generale, chiede a Ottavia di indagare sul male che affligge Cesare. Le suggerisce di sedurre il fratello pur di scoprire la verità; ma la ragazza inizialmente è riluttante e quando è sul punto di abbandonare Servilia per sempre, lei le svela che Azia fu la mandante dell'assassinio di Glabio.
Erastes irrompe in casa di Lucio Voreno intimandogli di porgli scuse formali. Lucio si rifiuta, per cui si danno appuntamento al foro l'indomani. Erastes è deciso a saldare i conti, ma non trovando Lucio al punto di ritrovo, si dirige alla sua abitazione con l'idea di ucciderlo.
Giunto alla casa di Voreno, però, viene fermato da alcune guardie poiché Cesare in persona si era presentato da Lucio per offrirgli la carica di Magistrato dell'Aventino.
Ottavia, seguendo il suggerimento di Servilia, seduce il fratello il quale, comunque, non confessa il suo segreto. Azia, venuta a conoscenza dell'incesto, si adira contro i suoi figli e mette in atto un piano contro Servilia. Un giorno, mentre la ricca signora si fa portare sulla portantina dai suoi schiavi, viene aggredita. Gli schiavi presenti vengono uccisi e lei viene denudata e umiliata pubblicamente.
- Guest star: Ewan Bailey (Pertinax), Lydia Biondi (Merula), Jonathan Coy (attore per Catone), Kevin Dignam (Lictor), Roger Hammond (capo degli auguri), Nick Hewetson (uomo terrorizzato), Adam Levy (Saul), Ian McNeice (annunciatore), Graham McTavish (Urbo), Marco Pollak (Lucio), Anna Fausta Primiano (Vorena), David Quinzi (Rubio), Dominic Rickhards (Aquinate).

## Trionfo
- Titolo originale: Triumph
- Diretto da: Alan Taylor
- Scritto da: Adrian Hodges

### Trama
Cicerone propone al Senato la nomina a imperator di Cesare, concedendogli così per dieci anni il potere assoluto. Bruto appoggia la mozione di Marco Tullio Cicerone, ma in segreto i due disdegnano il neo imperatore, tramando per la sua disfatta.
Azia si presenta agli appartamenti di Servilia, ancora sotto shock per l'accaduto, ma finge di rincuorarla. La donna è molto debole e cammina a fatica, tanto che Bruto è preoccupato per lo stato di salute della madre. Si presenta alla loro abitazione Quinto Valerio Pompeo, figlio di Pompeo Magno, ora mendicante, invocando aiuto per vendicare la disfatta del padre. Servilia lo accoglie offrendogli vitto e alloggio. La donna, con l'aiuto di Quinto e Cassio, pubblica al foro un manoscritto che diffama Cesare e le sue gesta, firmando la lettera col nome di Bruto. Immediatamente Bruto porge le scuse al nuovo imperatore, informandolo di non essere lui l'effettivo autore del comunicato.
Intanto Cesare, nominato imperatore, festeggia con l'intero popolo in un giubilo generale. Proclama delle giornate del trionfo con tanto di giochi ed esercito schierato a festa.
Ottavia, sentendosi in colpa per ciò che è accaduto a Servilia, si rifugia dai sacerdoti, tentando il suicidio. Solo l'intervento del fratello Ottaviano la convince a tornare a casa.
Lucio Voreno è ora in lista per la candidatura a Magistrato dell'Aventino, e, parlando con Posca, scopre che gli altri candidati alla nomina sono fittizi, e che le elezioni sono truccate.
Tito, desideroso di partecipare assieme alla XIIIª legione alla marcia del trionfo, viene escluso in quanto veterano congedato dall'esercito. Innamorato della schiava Irene, per poterla sposare è intenzionato a liberarla. Si presenta con Lucio al registro degli schiavi per firmare le carte e dichiarare la ragazza una donna libera. Tornato a casa comunica immediatamente la bella notizia a Irene, regalandole una veste. Mentre lei si allontana per provare la tunica, un uomo si presenta al cospetto di Tito ringraziandolo per il dolce gesto: quest'uomo è uno schiavo da tempo innamorato di Irene e confida a Tito Pullo che lui ed Irene avevano in progetto di mettere da parte una somma di denaro per riscattare la propria libertà e finalmente sposarsi. Accecato dalla rabbia e dalla gelosia, Tito Pullo lo uccide senza alcuna pietà, fracassandogli il cranio. Inizia una furiosa lite con l'amico Lucio, durante la quale Pullo arriva ad accusare l'amico di aver tradito i suoi precedenti ideali e valori per seguire la volontà di Cesare, che fino a poco tempo fa considerava un traditore ed un tiranno; a questo punto Lucio sfida Pullo a battersi con lui, ma questi rifiuta; nonostante Tito Pullo si scusi ripetutamente con Lucio per le azioni appena commesse, Lucio lo caccia da casa sua.
- Guest star: Lydia Biondi (Merula), John Boswell (Magistrato della curia), Giovanni Calcagno (Vercingetorige), Dominic Coleman (Centurione), Peter-Hugo Daly (Heckler), Abhin Galeya (Edipo), Guy Henry (Cassio), Ian McNeice (annunciatore), Marco Pollak (Lucio), Anna Fausta Primiano (Vorena), David Quinzi (Rubio), Hugh Sachs (Impiegato).

## I resti
- Titolo originale: The Spoils
- Diretto da: Mikael Salomon
- Scritto da: Bruno Heller

### Trama
Un uomo viene rincorso e braccato in uno stretto vicolo buio, e dopo una breve disputa viene ucciso: l'assassino è Tito Pullo. Tito ora è il tirapiedi di Erastes Fulmen, ritrovandosi a svolgere il lavoro di sicario (lo stesso incarico che Erastes aveva proposto a Lucio Voreno tempo prima, ma che Lucio aveva immediatamente rifiutato).
Lucio è ormai un Magistrato e ascolta i problemi delle persone dell'Aventino. Un vecchio compagno d'armi, Mascius, torna a trovare Lucio. Porta le parole dei legionari, che si sentono trascurati da Cesare nonostante il loro appoggio sul campo di battaglia. Reclamano il possesso di terre nel territorio italico, anche se sono state promesse loro delle terre nelle provincie periferiche. Lucio riporta le loro lamentele a Cesare che, molto diplomaticamente, cerca di accontentare tutte le richieste. Vengono offerte ai soldati terre della Pannonia.
Lucio Voreno e Niobe vengono invitati nella villa dei Giunii. Azia, per l'occasione, avverte Cesare che Bruto complotta per la sua caduta, ma l'imperatore non le dà troppo retta. Si parla della sorte di Pullo, attualmente in stato di arresto in attesa di giudizio per il crimine commesso.
Per questo, viene eseguito un processo nella piazza pubblica, dove Pullo viene condannato a combattere nell'Arena. In realtà al pubblico processo era presente Mascius, compagno d'armi della XIII legione, ormai quasi un fratello per Lucio Voreno e per Tito Pullo, che insieme ad altri legionari "infiltrati" nella folla aveva intenzione di liberare Tito Pullo; Lucio, però, lo scopre e, rimanendo come sempre fedele ai propri giuramenti, intima a Mascius ed ai suoi di non intervenire; l'uomo che Tito ha ucciso su commissione, Aufidio Dento, era un oratore nemico di Cesare, e se ora dei legionari salvassero il sicario, tutti penserebbero che il mandante originario fosse proprio Giulio Cesare, cosa assolutamente non vera secondo Lucio Voreno. In seguito, Posca consegna una ricompensa ad Erastes Fulmen per aver assassinato Aufidio, raccomandandogli più discrezione in futuro.
Prima di entrare nell'arena, Tito Pullo chiede agli dei di far sì che Irene lo perdoni e di donare una lunga vita alla stessa Irene ed alla famiglia del suo amico Lucio. Condotto nell'arena, Tito Pullo non oppone resistenza ed è pronto ad essere ucciso. I combattenti dell'arena, però, cominciano a schernire la tredicesima legione per far adirare un inerme Tito Pullo; l'insulto alla sua legione fa "rinascere" Tito che, grazie alla sua esperienza in campo militare, riesce a sconfiggere in breve tempo tutti gli avversari. Infine, stremato dal combattimento, senza neanche la forza di alzarsi in piedi, non gli resta che l'ultimo gladiatore da sconfiggere. Patisce i colpi dell'ultimo avversario, finché non interviene Lucio a salvarlo, uccidendo il gladiatore.
Cesare, preoccupato dalle dicerie sul complotto del quale Bruto fa parte, per allontanarlo da Roma gli offre il controllo della Macedonia. Bruto declina l'offerta e, sicuro di estirpare la corruzione che ora dilaga nelle aule politiche di Roma, attua un piano per fermare Cesare.
- Guest star: Manfredi Aliquò (Castore), Ewan Bailey (Pertinax), Michael Culkin (capo magistrato), Douglas Dean (avvocato), Peter Eyre (accusatore Maio Nigidio), Guy Henry (Cassio), Paul Kynman (gladiatore), Bruce Mackinnon (Prisco Maevio), Christina Mantis (prostituta), Ian McNeice (annunciatore), Graham McTavish (Urbo), Stefano Miceli (avvocato), Danny Midwinter (gladiatore), Michael Nardone (Mascius), Marco Pollak (Lucio), Anna Fausta Primiano (Vorena), David Quinzi (Rubio), Julian Rivett (avvocato), Oreste Rotundo (Aufidio Dento), Tom Shaker (littore nel tribunale), Robin Sneller (fabbricante di stoffe), Helen Stirling (vecchia tessitrice).

## Calende di febbraio
- Titolo originale: Kalends of February
- Diretto da: Alan Taylor
- Scritto da: Bruno Heller

### Trama
Dopo l'avventura nell'arena, Lucio e Tito sono diventati famosi. Mentre Tito viene curato a causa dalle numerose ferite subite nel corso del combattimento, Voreno mostra a Niobe i nuovi terreni concessigli da Cesare.
Pullo, venuto a conoscenza della sua notorietà, pur gravemente ferito, decide di partire per ritornare a Roma, ma così facendo aggrava notevolmente il suo stato di salute. Quasi in fin di vita, ritrovato sulla via Appia, viene portato a casa di Lucio, in attesa di completa guarigione.
Irene, ancora rancorosa per la perdita dell'amante, è decisa ad uccidere Pullo ma, puntatogli il pugnale alla gola, non trova la forza per assassinarlo.
Cesare convoca alla sua presenza Lucio, il quale è timoroso per i provvedimenti che può decidere, dal momento che ha salvato Tito, condannato all'arena dopo un pubblico processo. L'imperatore ha intenzione di permettere l'accesso nel Senato di galli e celti dalle tribù più nobili che da più tempo risiedono in Roma, e arrivato Lucio nomina anche lui senatore. Non avendo dimestichezza con la politica, decide d'istruirlo imponendogli di passare le prime settimane dopo la nomina al suo fianco. Così facendo, oltre che rabbonire il popolo che reputa Lucio un eroe, si assicura la protezione di Voreno pensando che nessuno avrebbe avuto il coraggio di aggredirlo con lui al suo fianco.
I sonni di Calpurnia sono disturbati dagli incubi, infatti teme per l'incolumità del marito. Aprendo il Senato a celti, galli e plebei, come Voreno, Cesare si crea diverse inimicizie fra i patrizi, molti dei quali tramano il suo assassinio.
Nel frattempo, Pullo è ancora innamorato di Irene, desideroso di conquistarla. Pertanto decide, per espiare le sue colpe, di fare un pellegrinaggio al tempio di Giove dove potrà chiedergli perdono per i suoi peccati. Invita a partecipare al viaggio anche Irene.
Servilia, scoperta la nomina di Lucio come senatore, mette in atto il suo piano: invia Eleni, la sua schiava più fidata, a informarlo dell'adulterio della moglie. Allontanato Lucio da Cesare, l'imperatore resta senza protezione e, arrivato in Senato, viene ucciso dai suoi rivali e da Bruto, che gli infligge il colpo di grazia.
Voreno corre furioso a casa ed in preda alla rabbia costringe la moglie a confessare. Lei, temendo che possa ucciderla assieme al piccolo, si getta dal balcone implorandogli di non uccidere il bimbo che non ha colpe.
Morto Cesare, si svela il disegno di Servilia, la quale rivela ad Azia e Ottaviano, invitati come ospiti nella sua villa, dell'assassinio di Cesare e del ritrovarsi senza alcuna protezione. Subito dopo, Servilia minaccia di uccidere Azia, intimandole di fuggire in Grecia.
- Guest star: Frank Baker (medico), Lydia Biondi (Merula), Lorenza Damiani (Venere), Peter Gevisser (Casca), Simon Gregor (artista), Guy Henry (Cassio), Ian McNeice (annunciatore), Marco Pollak (Lucio), Anna Fausta Primiano (Vorena), David Quinzi (Rubio), Luigi Santamaria (flamine), Pip Torrens (Cimbro).